# 無限回廊
『無限回廊』（むげんかいろう）は、PSP用のパズルゲームである。また、PS3で『無限回廊‐序曲‐』（むげんかいろう じょきょく）という基本的に同じ内容のゲームも同日に発売した。2010年12月23日にはPS3用ソフト『無限回廊 光と影の箱』（むげんかいろう ひかりとかげのはこ、PlayStation Move専用）が発売された。

## 概要
九州大学の学者である藤木淳が制作したフリーソフト「OLE Coordinate System(以下、OLE)」をもとに、誕生したゲームである。藤木淳はOLEを錯視をコンセプトにして制作し、これを一般の人に見てもらうためにフリーで公開していた。ゲーム発売以前に「無限回廊‐練習曲‐」という名前の体験版が公式サイトで公開され、遊ぶことができる。一般の店頭で発売されるのはPSP版のみで、PS3版はPlayStation Storeのみでの配信となる。
2008年12月11日にPSP the BESTとして低価格化された（UMD版・ダウンロード版がある）。
2022年6月1日に、PlayStation Plusで配信された（クラシックスカタログ）。

## 特徴
プレイヤーは以下の五大錯覚を利用しながらキャスト (cast) と呼ばれる、いわば動き続ける駒を誘導する。
主観的移動
つながっていない道を、ある一点でつなげる錯覚。
主観的存在
途中で途切れている道を、別の道などで隠してつなげる錯覚。
主観的不在
道の上の落とし穴などを、別の道などで隠して存在しないことにする錯覚。
主観的跳躍
ジャンプした際に同じ道に戻ったり、そのままでは届かない、別の道に移動する錯覚。
主観的着地
落下している際に、見た目上、着地できるところに着地する錯覚。
各ステージは軸測投影図で表現される。ゲームが極端に容易になる為、軸測投影図の視点は真上、真下、真横には移動出来ない。
canvasではオリジナルステージを作成することが可能。ステージ作成に使用できる配置物は9種類あり、それぞれ設置可能数が異なるが、規定数以内であれば組み合わせは自由。ただし、設定したいゲームルールによっては、各ルールごとに下記のような配置物の制限がある。
- 「solo」ルール：solo（1つ）、echo（1つ以上）、others（なし）
- 「pair」ルール：pairA（2つ）、pairB（2つ）
- 「other」ルール：solo（1つ）、echo（1つ以上）、others（1つ以上）

作成したステージは「box」モードの「factory」内に保存され、そこからプレイすることも、ほかの人に贈ることも可能となっている。